# 1960年ローマオリンピックのオーストラリア選手団
1960年ローマオリンピックのオーストラリア選手団（1960ねんローマオリンピックのオーストラリアせんしゅだん）は、1960年8月25日から9月11日にかけてイタリアの首都ローマで開催された1960年ローマオリンピックのオーストラリア選手団、およびその競技結果。

## 概要
今大会は金メダル8個、銀メダル8個、銅メダル6個の合計22個のメダルを獲得した。

## メダル
| メダル | 選手名                                                                    | 競技 | 種目               |
| ------ | ------------------------------------------------------------------------- | ---- | ------------------ |
| 金     | ハーブ・エリオット                                                        | 陸上 | 男子1500m          |
| 金     | ジョン・デビット                                                          | 競泳 | 男子100m自由形     |
| 金     | マレー・ローズ                                                            | 競泳 | 男子400m自由形     |
| 金     | ジョン・コンラッズ                                                        | 競泳 | 男子1500m自由形    |
| 金     | デビッド・タイル                                                          | 競泳 | 男子100m背泳ぎ     |
| 金     | ドーン・フレーザー                                                        | 競泳 | 女子100m自由形     |
| 銀     | ノエル・フリーマン                                                        | 陸上 | 男子20km競歩       |
| 銀     | ブレンダ・ジョーンズ                                                      | 陸上 | 女子800m           |
| 銀     | マレー・ローズ                                                            | 競泳 | 男子1500m自由形    |
| 銀     | ネヴィル・ヘイズ                                                          | 競泳 | 男子200mバタフライ |
| 銅     | デビッド・パワー                                                          | 陸上 | 男子10000m         |
| 銅     | ジョン・コンラッズ]                                                       | 競泳 | 男子400m自由形     |
| 銅     | デイビッド・ディクソン ジョン・デビット マレー・ローズ ジョン・コンラッズ | 競泳 | 4×200m自由形リレー |
| 銅     | ジャニス・アンドリュー                                                    | 競泳 | 女子100mバタフライ |